# Bundesautobahn 3
Pour les articles homonymes, voir A3 et Autoroute A3.
L'autoroute allemande A3 (Bundesautobahn 3 en allemand) décrit un tracé de 778 km de long depuis les Pays-Bas à l'Autriche en passant par la vallée du Rhin jusqu'à Francfort-sur-le-Main, puis à travers la Bavière.
Liste des principales villes traversées (entre parenthèses les noms en allemand comme figurant sur la signalisation routière) :
- Directions aux Pays-Bas : Utrecht (Utrecht (NL)/Ütrecht) et Arnhem (Arnhem (NL)/Arnheim (via l'A12)
- Emmerich am Rhein
- Wesel
- Oberhausen
- Duisbourg (Duisburg)
- Düsseldorf
- Leverkusen
- Cologne (Köln)
- Wiesbaden
- Francfort-sur-le-Main (Frankfurt)
- Offenbach-sur-le-Main (Offenbach)
- Wurtzbourg (Würzburg)
- Nuremberg (Nürnberg)
- Ratisbonne (Regensburg)
- Passau
- Directions en Autriche : Linz (Linz (A) / Linz) et Vienne (Vienna (A)/Wien)

La Croix de Francfort (Frankfurter Kreuz) est un des échangeurs remarquables de l'A 3 à proximité de Francfort, où elle croise l'A 5.

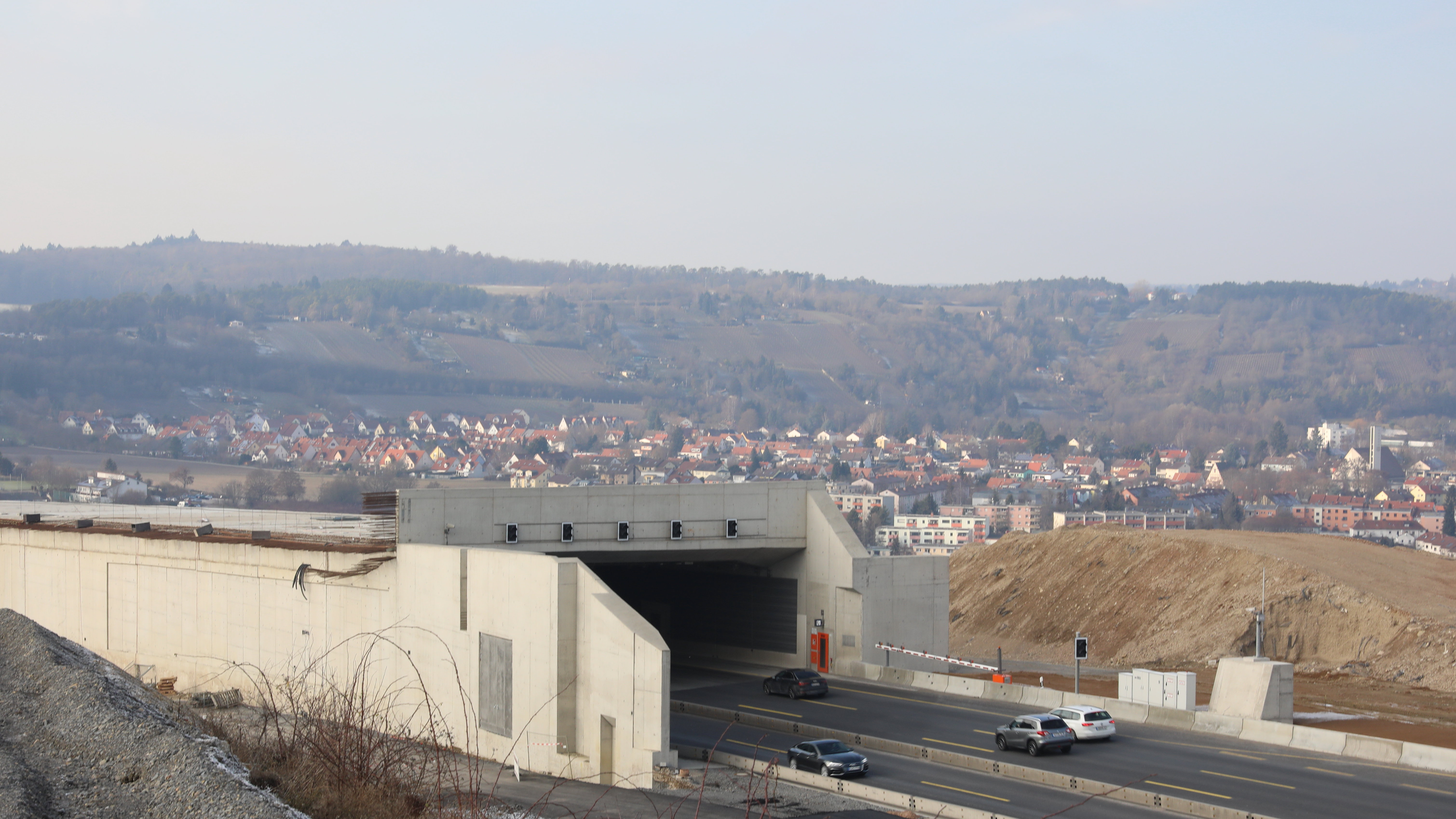
Le tunnel du Katzenberg, à proximité de Wurtzbourg.